# Bruit d'avalanche
Le bruit d'avalanche a lieu dans les semi-conducteurs : le champ électrique accélère certains électrons au point de déloger d'autres électrons de valence et de créer des porteurs de charge supplémentaires. Ce bruit devient important pour les champs électriques élevés, au voisinage de l'effet d'avalanche.